# American Standard of Perfection

L'American Standard of Perfection est le standard de race officiel concernant la volaille en Amérique du Nord (États-Unis, Canada). Il a été publié pour la première fois en 1874 par l'American Poultry Association afin de classer et décrire les races reconnues de volaille selon leur apparence physique, leur coloris et leur tempérament. Il comprend les races de poule, de canard, de dindon et d'oie auxquelles on a rajouté celles des pintades. La dernière édition date de 2010.
Ce standard permet aux juges de concours d'évaluer les individus présentés. La première édition comprenait 41 races et celle d'aujourd'hui, près de 60. Les volailles sont classées en 19 catégories reconnues par l'American Poultry Association, dont 11 concernent les poules (6 de grandes races et 5 de races bantam ou naines). Il existe 4 classes de canards et 3 d'oies rangées selon leur poids. Les dindons sont rangés en  une seule catégorie, ainsi que les pintades.

## Liste des classes de l'American Poultry Association
Standard: poules de races américaines (au nombre de treize), races asiatiques (brahma, cochin et langshan), races continentales (dont seulement cinq races françaises : crèvecœur, faverolles, houdan, la flèche et marans), races anglaises (quatre du Royaume-Uni et une d'Australie), races méditerranéennes et races d'autres provenance 

Bantams: poules de races à crête unique et pattes non emplumées,  races à crête rose et pattes non emplumées,  autres crêtes et pattes non emplumées, races aux tarses emplumés, bantams de combat

Canards: races lourdes, races moyennes, races légères et races bantam (naines)

Oies: races lourdes, races moyennes, races légères

Dindons: une classe.
Pintades: une classe.